# Ursula Wulfekamp
Ursula Wulfekamp (* 24. Juli 1955 in Salisbury, England) ist eine deutsche Übersetzerin.

## Leben und Wirken
Ursula Wulfekamp wurde als Tochter deutscher Eltern in Salisbury geboren und verbrachte dort ihre Kindheit. 1962 siedelte die Familie nach Deutschland über. Ursula Wulfekamp besuchte die Schule und legte 1974 in Traunstein das Abitur ab. Von 1974 bis 1979 studierte sie Anglistik und Germanistik in Regensburg und Tübingen und schloss als Magister ab. Anschließend absolvierte sie ein Praktikum beim Studio Kassel des Hessischen Rundfunks und begann danach, freiberuflich als Übersetzerin und Journalistin zu arbeiten. 1982 ging sie nach London, wurde zunächst Redakteurin beim Verlag Marshall Cavendish und arbeitete ab 1984 erneut freiberuflich als Übersetzerin und Journalistin. 1990 siedelte sie wieder nach Deutschland über.
Neben ihrer Übersetzertätigkeit erstellt sie deutsch- und englischsprachige Kompetenzanalysen für das Privatinstitut für Angewandte Qualitative Sozialforschung (INQUA-Institut für Coaching) und macht Voiceover-Übersetzungen. Von 2002 bis 2006 war sie Beisitzerin beim Münchner Übersetzer-Forum. Seit 1991 arbeitet sie in mehreren Funktionen wie der Organisation, der Katalogarbeit und der Betreuung ausländischer Gäste bei den Internationalen Hofer Filmtagen mit. 2008 bis 2015 war sie Vorsitzende des Vereins der Freunde der Internationalen Hofer Filmtage.
Ursula Wulfekamp lebt im Prien am Chiemsee.

## Übersetzungen
Ursula Wulfekamp übersetzte, teilweise mit anderen Übersetzern wie Andrea O’Brien, Karl-Heinz Ebnet, Tanja Handels und Matthias Wolf, über 100 Bücher. Zu bekannten Autoren der Belletristik gehören Maeve Binchy, Tracy Chevalier, Agatha Christie, Joanne Harris, Elizabeth Jane Howard, Jaime Manrique, Deborah Moggach, Lucinda Riley und Sue Townsend. Bekannte Sachbuchautoren sind Annie Leibovitz, David Attenborough und Thomas Struth.
2017 und 2018 übersetzte sie mit einem Arbeitsstipendium des Deutschen Übersetzerfonds die Bücher The light years (deutsch Die Jahre der Leichtigkeit) und Confusion (deutsch Die stürmischen Jahre) von Elizabeth Jane Howard.

## Schriften
- Weltwunder. Kindersachbuch. Texte von Ursula Wulfekamp und Veronika Mirschel. Unipart, Stuttgart 1993, ISBN 3-8122-3420-3. 2. Auflage: 1997, ISBN 3-8122-3425-4.